# Branko Savić
Branko Savić (in serbo Бpaнкo Caвић?; Pančevo, 8 agosto 1972) è un ex calciatore serbo, di ruolo difensore, vice allenatore del Napredak Kruševac.

## Carriera

### Club
Durante la sua carriera gioca per Partizan, Beitar Gerusalemme e Liaoning, conquistando quattro titoli in patria. Nel periodo di militanza con il club jugoslavo, Savić affronta la Lazio in Coppa delle Coppe, dov'è schierato dal tecnico Ljubiša Tumbaković come difensore centrale nel suo 5-3-2, andando a formare il trio difensivo assieme a Marjan Gerasimovski e Mladen Krstajić.

## Palmarès

### Club

#### Competizioni nazionali
- Campionato jugoslavo: 3

Partizan: 1998-1999, 2001-2002, 2002-2003
- Coppa di Jugoslavia: 1

Partizan: 1997-1998